# Heinrich Boere
Heinrich Boere (ur. 27 września 1921 w Eschweiler, zm. 1 grudnia 2013 we Fröndenbergu) – holenderski nazista pochodzenia niemieckiego (jego matka była Holenderką, a ojciec Niemcem); od 1943 dobrowolny członek holenderskiego kommanda Waffen-SS "Silbertanne", odpowiedzialnego za kilkadziesiąt morderstw. Osobiście odpowiedzialny za zamordowanie w 1944 trzech holenderskich partyzantów. W 1949 w Holandii zaocznie skazany na śmierć, karę zamieniono na dożywotnie pozbawienie wolności. Zbiegł do Niemiec, które odmówiły jego ekstradycji. W marcu 2010 roku został skazany na karę dożywotniego więzienia przez sąd w Akwizgranie. Proces toczył się od października 2009 roku.